# Eisenbahnunfall vom Virilla Canyon
Beim Eisenbahnunfall vom Virilla Canyon entgleiste am 14. März 1926 ein überfüllter Zug auf einer Brücke über den Río Virilla in Costa Rica. 248 Menschen starben.

## Ausgangslage
Der Zug war ein Ausflugszug mit sechs Personenwagen der United Fruit Company, der an diesem Sonntag von Alajuela und Heredia nach Cartago unterwegs war. Der Ausflugszug war eine Benefizveranstaltung, um Geld für ein Altenheim zu organisieren. Die meisten Reisenden waren Bauern und Arbeiter. Sie beabsichtigten, in Cartago die als wundertätig geltende Schwarze Madonna zu besuchen. Das Angebot erwies sich als so populär, dass der Zug völlig überfüllt war, mehr als 1000 Fahrkarten wurden verkauft.

## Unfallverlauf
Gegen 8 Uhr 20 erreichte der Zug die Brücke über den Virilla Canyon, vor der eine Kurve lag. Das hohe Gewicht des überfüllten Zuges und eine unzureichend befestigte Schiene, die der Fliehkraft nachgab, führten dazu, dass der letzte Wagen entgleiste und zwei weitere Wagen aus dem Gleis zog. Einer der Wagen stürzte die Böschung hinunter, mehr als 60 Meter tief in den Fluss, wo er 15 Meter tief versank.

## Folgen
248 Menschen starben, 93 wurden darüber hinaus verletzt. Die Regierung von Costa Rica ordnete eine dreitägige Staatstrauer an.